# Haploporus nepalensis
Haploporus nepalensis är en svampart som först beskrevs av T. Hatt., och fick sitt nu gällande namn av Piatek 2003. Haploporus nepalensis ingår i släktet Haploporus och familjen Polyporaceae.   Inga underarter finns listade i Catalogue of Life.